# Oscaruddelingen 1991
Oscaruddelingen 1991 var den 63. oscaruddeling, hvor de bedste film fra 1990 blev hædret af Academy of Motion Picture Arts and Sciences. Uddelingen blev afholdt 25. marts 1991 i Shrine Auditorium i Los Angeles, Californien, USA. Værten var Billy Crystal

## Vindere og nominerede
Vindere står øverst, er skrevet i fed.
| Bedste film - Danser med ulve – Jim Wilson og Kevin Costner, producere - Livet længe leve – Walter Parkes og Lawrence Lasker, producere - Ghost – Lisa Weinstein, producer - The Godfather: Part III – Francis Ford Coppola, producer - Goodfellas – Irwin Winkler, producer | Bedste instruktør - Kevin Costner – Danser med ulve - Francis Ford Coppola – The Godfather: Part III - Martin Scorsese – Goodfellas - Stephen Frears – Ærlige svindlere - Barbet Schroeder – Frikendt..? |
| Bedste mandlige hovedrolle - Jeremy Irons – Frikendt..? som Claus von Bülow - Kevin Costner – Danser med ulve som Lieutenant John J. Dunbar - Robert De Niro – Livet længe leve som Leonard Lowe - Gérard Depardieu – Cyrano de Bergerac som Cyrano de Bergerac - Richard Harris – Manden fra Amerika som "Bull" McCabe | Bedste kvindelige hovedrolle - Kathy Bates – Misery som Annie Wilkes - Anjelica Huston – Ærlige svindlere som Lilly Dillon - Julia Roberts – Pretty Woman som Vivian Ward - Meryl Streep – Smil vi er på som Suzanne Vale - Joanne Woodward – Mr. and Mrs. Bridge som India Bridge |
| Bedste mandlige birolle - Joe Pesci – Goodfellas som Tommy DeVito - Bruce Davison – Longtime Companion som David - Andy García – The Godfather: Part III as Vincent Corleone - Graham Greene – Danser med ulve som Kicking Bird - Al Pacino – Dick Tracy som Alphonse "Big Boy" Caprice | Bdste kvindelige birolle - Whoopi Goldberg – Ghost som Oda Mae Brown - Annette Bening – Ærlige svindlere som Myra Langtry - Lorraine Bracco – Goodfellas som Karen Friedman Hill - Diane Ladd – Vilde hjerter som Marietta Fortune - Mary McDonnell – Danser med ulve som Stands with a Fist |
| Bedste originale manuskript - Ghost – Bruce Joel Rubin - Alice – Woody Allen - Avalon - Drømmen om Amerika – Barry Levinson - Green Card – Peter Weir - Metropolitan – Whit Stillman | Bedste manuskript baseret på materiale fra et andet medie - Danser med ulve – Michael Blake baseret på hans roman - Livet længe leve – Steven Zaillian fra bogen af Oliver Sacks - Goodfellas – Nicholas Pileggi og Martin Scorsese fra Wiseguy af Nicholas Pileggi - Ærlige svindlere – Donald E. Westlake baseret på romanen af Jim Thompson - Frikendt..? – Nicholas Kazan baseret op bogen af Alan M. Dershowitz                                                     |
| Bedste fremmedsprogede film - Journey of hope - Drømmen om et nyt liv (Schweiz) – Xavier Koller - Cyrano de Bergerac (Frankrig) – Jean-Paul Rappeneau - Ju Dou - flammende begær (Kina) – Zhang Yimou og Yang Fengliang - Den uartige pige (Tyskland) – Michael Verhoeven - Åbne døre (Italien) – Gianni Amelio | Bedste dokumentar - American Dream – Barbara Kopple and Arthur Cohn - Berkeley in the Sixties – Mark Kitchell - Building Bombs – Mark Mori og Susan Robinson - Forever Activists: Stories from the Veterans of the Abraham Lincoln Brigade – Judith Montell - Waldo Salt: A Screenwriter's Journey – Robert Hillmann og Eugene Corr |
| Bedste korte dokumentar - Days of Waiting – Steven Okazaki - Burning Down Tomorrow – Kit Thomas - Chimps: So Like Us – Karen Goodman og Kirk Simon - Journey into Life: The World of the Unborn – Derek Bromhall - Rose Kennedy: A Life to Remember – Freida Lee Mock og Terry Sanders | Bedste kortfilm - The Lunch Date – Adam Davidson - 12:01 PM – Hillary Ripps og Jonathan Heap - Bronx Cheers – Raymond De Felitta og Matthew Gross - Dear Rosie – Peter Cattaneo og Barnaby Thompson - Senzeni Na? – Bernard Joffa og Anthony E. Nicholas |
| Bedste korte animationsfilm - Creature Comforts – Nick Park - A Grand Day Out – Nick Park - Cavallette – Bruno Bozzetto | Bedste musik - Danser med ulve – John Barry - Avalon - Drømmen om Amerika – Randy Newman - Ghost – Maurice Jarre - Havana – Dave Grusin - Alene hjemme – John Williams |
| Bedste sang - "Sooner or Later (I Always Get My Man)" fra Dick Tracy – Musik og tekst af Stephen Sondheim - "Blaze of Glory" fra Young Guns II – Musik og tekst af Jon Bon Jovi - "I'm Checkin' Out" from Smil vi er på – Musik og tekst af Shel Silverstein - "Promise Me You'll Remember" fra The Godfather: Part III – Musik af Carmine Coppola; Tekst af John Bettis - "Somewhere in My Memory" fra Alene hjemme – Musik af John Williams; Tekst af Leslie Bricusse | Bedste lyd - Danser med ulve – Jeffrey Perkins, Bill W. Benton, Gregory H. Watkins og Russell Williams II - Days of Thunder – Charles M. Wilborn, Donald O. Mitchell, Rick Kline, og Kevin O'Connell - Dick Tracy – Thomas Causey, Chris Jenkins, David E. Campbell og Doug Hemphill - Jagten på Røde Oktober – Richard Bryce Goodman, Richard Overton, Kevin F. Cleary og Don Bassman - Sidste udkald – Nelson Stoll, Michael J. Kohut, Carlos Delarios og Aaron Rochin |
| Bedste redigering af lydeffekter - Jagten på Røde Oktober – Cecelia Hall og George Watters II - Leg med døden – Charles L. Campbell and Richard C. Franklin - Sidste udkald – Stephen Hunter Flick | Bedste scenografi - Dick Tracy – Richard Sylbert og Rick Simpson - Cyrano de Bergerac – Ezio Frigerio og Jacques Rouxel - Danser med ulve – Jeffrey Beecroft og Lisa Dean - The Godfather: Part III – Dean Tavoularis og Gary Fettis - Hamlet – Dante Ferretti og Francesca Lo Schiavo |
| Bedste makeup - Dick Tracy – John Caglione Jr. og Doug Drexler - Cyrano de Bergerac – Michèle Burke og Jean-Pierre Eychenne - Edward Saksehånd – Ve Neill og Stan Winston | Bedste kostumer - Cyrano de Bergerac – Franca Squarciapino - Avalon - Drømmen om Amerika – Gloria Gresham - Danser med ulve – Elsa Zamparelli - Dick Tracy – Milena Canonero - Hamlet – Maurizio Millenotti |
| Bedste fotografering - Danser med ulve – Dean Semler - Avalon - Drømmen om Amerika – Allen Daviau - Dick Tracy – Vittorio Storaro - The Godfather: Part III – Gordon Willis - Henry & June – Philippe Rousselot | Bedste klipning - Danser med ulve – Neil Travis - Ghost – Walter Murch - The Godfather: Part III – Barry Malkin, Lisa Fruchtman og Walter Murch - Goodfellas – Thelma Schoonmaker - Jagten på Røde Oktober – Dennis Virkler og John Wright |

### Æres-Oscar
- Sophia Loren
- Myrna Loy

### Irving G. Thalberg Memorial Award
- David Brown og Richard D. Zanuck

### Academy Special Achievement Award
- Eric Brevig, Rob Bottin, Tim McGovern og Alex Funke for de visuelle effekter i Sidste udkald.